# Zaskoku
Zaskoku (albanska: Zaskoku, serbiska: Zaskok) är en by i Kosovo. Den ligger i kommunen Ferizaj. Enligt den senaste folkräkningen år 2011 fanns det 643 invånare.

## Demografi
| Demografi | 2011 |
| --------- | ---- |
| albaner   | 340  |
| turkar    | 1    |
| bosnier   | 2    |